# ヒメダカ

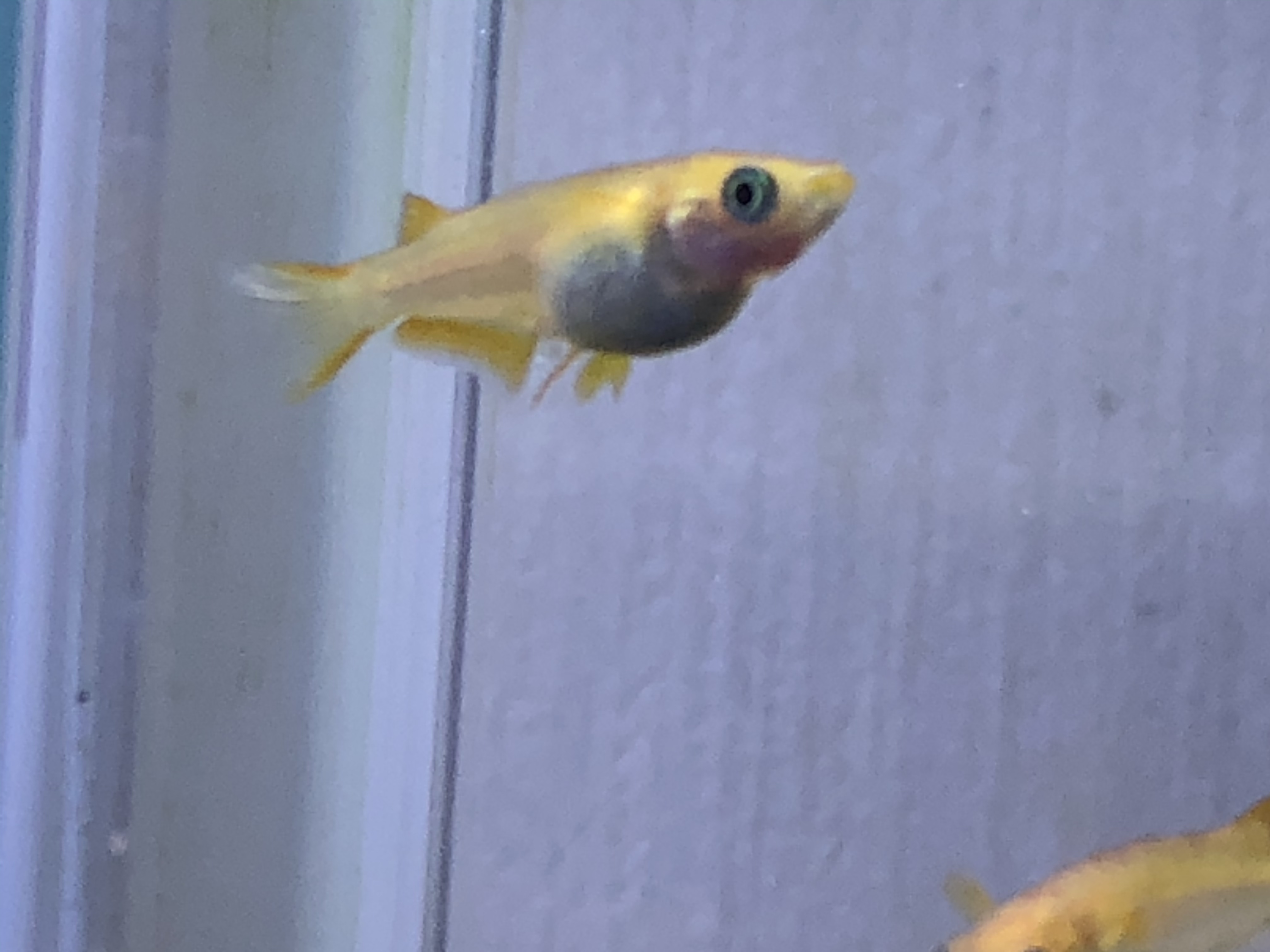
ヒメダカ

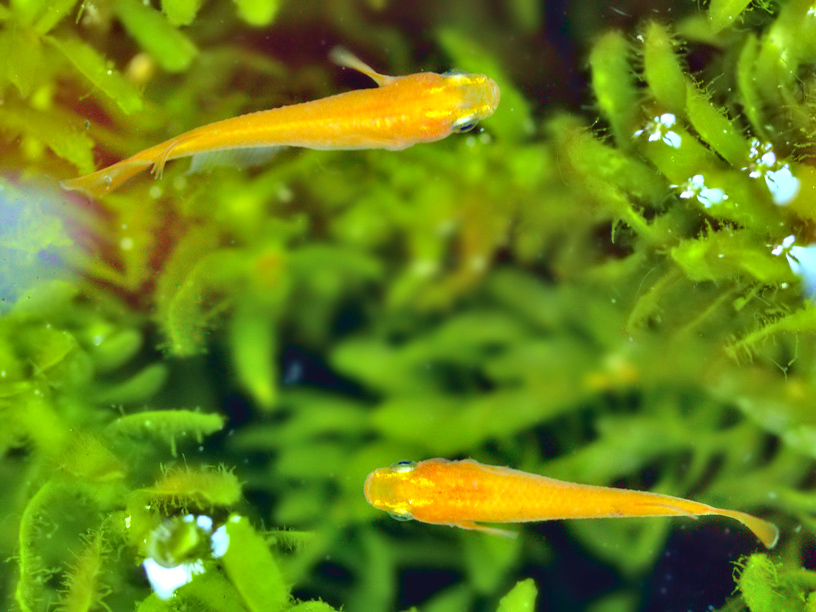
ペアのヒメダカ

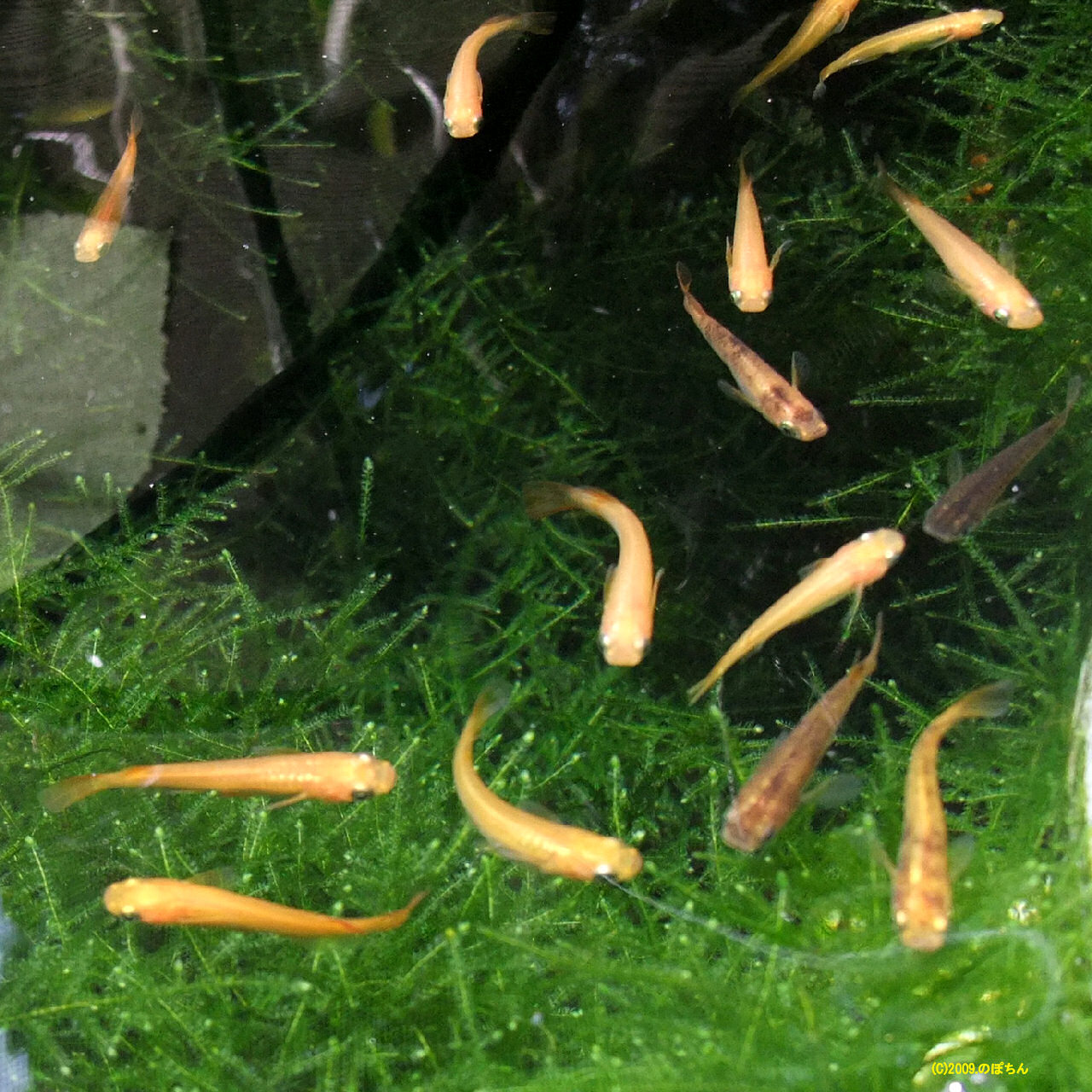
ヒメダカの群れ

ヒメダカ（緋目高）はメダカの突然変異型（品種）の一つ。観賞魚として、もしくは肉食魚の餌として販売されている。また、飼育が容易であることから実験や研究にも利用される。

## 特徴
突然変異により、野生型のメダカが持つ黒色の色素胞（黒色素胞）を欠く変異型である。黄色素胞は持っているため、黄色及びオレンジ色をしている。よく似た品種にアルビノヒメダカがある。ヒメダカは黒色色素を作ることができるが黒色素胞を欠く為に体表を黒くできない。これに対しアルビノは黒色の色素そのものを作れない。従って黒色素を作れるヒメダカの目は黒く、黒色素を作れないアルビノの目は赤い。市場での流通量も多く、前述した観賞魚、肉食魚の餌などとして販売されている。

## 種類
品種改良によって通常より黄色の濃い品種が作られ赤っぽく見える事から別名緋赤と呼ばれる。これとよく似た品種に楊貴妃メダカがある。楊貴妃は色素遺伝子の組み合わせがbb/yy/wwであるのに対し、緋赤はbb/yy/WWである。大文字のWは顕性で小文字のwは潜性を表す。白色素は潜性のwが二つ揃った時に強く表れる。従って楊貴妃は多くの白色素を持っており、普通のヒメダカや緋赤は白色素が少ない点で区別できる。
何代も掛け合わせると復帰突然変異を起こし、黒色素胞が混ざる個体を生じる。この状態から斑が混ざるブチメダカ（斑目高）、黒の要素が多いチャメダカ（茶目高）、琥珀色に見えるコハクメダカ（琥珀目高）、虹色の色素胞が強いミドリメダカ（緑目高）などと呼ばれる体色のバリエーションが生じる。

## 体型
観賞用のメダカは体型により細分化された俗称を持つ。背中がホタルの様に光るヒカリメダカ（ホタルメダカ）系、目が赤く光るアルビノ系、目が細い男前系、体が縮まりヘルニアのような状態が強いダルマ系、若干弱めの半ダルマ系に細分化される。

## 飼育

### 混泳
体型が異なる個体同士の混泳はなるべく避けた方が良い。

### 繁殖
ホテイアオイやマツモ等の水草を入れて、25℃以上が続くとこれらに産卵をする。卵が付着した水草は親から隔離し、２週間程すると稚魚が誕生する。隔離を行わないと親が卵を食べ、稚魚を飲み込む。また、稚魚は成長の程度に応じて分離する。これをしないと共食いをする場合がある。
生態系への悪影響が懸念されるため、放流をしてはいけない。